# 赫梅萊瓦 (利維夫州)
49°50′50″N 25°0′28″E / 49.84722°N 25.00778°E
赫梅萊瓦（羅馬化：Khmeleva）是烏克蘭的村莊，位於該國西部利維夫州，由佐洛奇夫區負責管轄，面積0.73平方公里，海拔高度285米，2001年人口179，人口密度每平方公里245.88人。